# Christian Otte (Politiker)

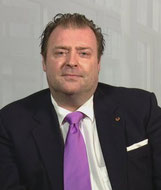
Christian Otte

Christian Otte (* 1971 in Neuss) ist ein deutscher Unternehmer und Politiker. Er ist seit April 2022 Bundesvorsitzender der Deutschen Zentrumspartei.

## Leben
Er entstammt einem mittelständischen Familienunternehmen für Pumpenanlagen aus Kaarst. Dort ist er als gelernter Wirtschaftsjurist für die kaufmännische Betriebsführung zuständig.
Otte ist sowohl Bundesvorsitzender der Deutschen Zentrumspartei als auch deren Landesvorsitzender in Nordrhein-Westfalen. Zuvor war er Generalsekretär der Partei. Er war Mitglied des Stadtrates von Kaarst und dort Vorsitzender des Zentrum-Stadtverbandes. Ebenfalls war er stellvertretender Vorsitzender des Grundstücksausschusses, des Haupt-, Wirtschafts- und Finanzausschusses. Des Weiteren gehörte er dem Kuratorium der Sparkassen-Stiftung Kaarst-Büttgen an.
Bei der Landtagswahl in Nordrhein-Westfalen 2022 trat er – mit lediglich 4162 Zweitstimmen erfolglos – auf Platz 1 der Landesliste der Zentrumspartei an.